# Sosnovy Bor, tỉnh Leningrad
Sosnovy Bor, tỉnh Leningrad (tiếng Nga: Сосновый Бор) là một thành phố Nga. Thành phố này thuộc chủ thể Leningrad Oblast. Thành phố có dân số 66.132 người (theo điều tra dân số năm 2002). Đây là thành phố lớn thứ 239 của Nga theo dân số năm 2002. Dân số qua các thời kỳ: